# Scaptodrosophila subtilis
Scaptodrosophila subtilis är en tvåvingeart som först beskrevs av Kikkawa och Peng 1938.  Scaptodrosophila subtilis ingår i släktet Scaptodrosophila och familjen daggflugor. Inga underarter finns listade i Catalogue of Life.